# Сколобів (Пулинська селищна громада)
Ско́лобів — село в Україні, в Житомирському районі Житомирської області. Населення становить 359 осіб.

## Історія
Сколобов, до 1917 р. — Волинська губернія, Житомирський повіт, Пулинська волость, в радян. період  Житомирська/Київська область, Пулинський німецький район. Лютеранське село на власній землі. В на північний-захід від Житомира. Лютеранський прихід Геймталь. Жителів: 231 (1906), 300 (1910).
Село Сколобів було німецьким селом. Про це свідчать записи на сайті Астраханського «Русско-Немецкого дома»: «ПУЛИНСКИЙ НЕМЕЦКИЙ РАЙОН/DEUTSCHER KREIS PULIN, Киевская обл. К сев.-зап. от Житомира. Образован 20.6.1930 по постановлению ВУЦИК в сост. 30 с/с Пулинского, Володарского и Барашивского р-нов; среди них — нем. с/с: ….Сколобов,…», населені пункти з цього списку збігаються з переліком парафій пулинського костьолу; в книзі: МОСКВА 2006 ББК 63.3 «Немецкие населенные пункты в Российской империи: География и население. Справочник. Сост. В. Ф. Дизендорф. М.: Общественная академия наук …», ст. 106: Сколобов — Волынская губ."
У скарбі, знайденому у 1970 р. на Житомирщині у с. Сколобов Червоноармійського району, поруч з монетами Польщі, Німеччини, Швейцарії, Сполучених Нідерландів були широко представлені російські монети від часу княжіння Івана Васильовича (1533—1547 рр.) до кінця царювання Михайла Федоровича (1613—1645 рр.), включаючи Лжедмитрія І і Владислава Сигизмундовича (додаток — скарб Сколобов).
Колишній орган місцевого самоврядування — Кошелівська сільська рада.

## Відомі люди
- Чернявський Олександр Іванович (1986-2015) — старший сержант Збройних сил України, учасник російсько-української війни.